# مقابله (اخترشناسی)

مقابله در اخترشناسی

مقابله یا رویارویی در نجوم کروی موقعیتی است که یک جرم آسمانی (مثلا یک سیاره بیرونی) از ناظر (زمین) نسبت به خورشید در نقطه مقابل (۱۸۰ درجه‌ای) قرار می‌گیرد. به نحوی که جرم آسمانی مذکور با زمین و خورشید در یک خط؛ و زمین در میانه آن دو قرار می‌گیرد. یک سیاره بیرونی یا (یا سیارک یا ماه) هنگام مقارنه، همزمان با غروب خورشید، طلوع کرده و نیمه‌شب در بیشترین زاویه از افق (و بر نصف‌النهار) ناظر قرار داشته و چون در مقابل خورشید است با بیشترین درخشندگی (قرص کامل) در بهترین حالت رصدی و در بیشترین زمان ممکن (یا تمام طول شب) و در نزدیکترین فاصله سالانه از زمین و نیز بزرگتر رویت می‌شود.
مقابله نسبت به زمین؛ برای هر جرم آسمانی (سیارات بیرونی، سیارات کوتوله، سیارکها، دنباله‌دارها، ماه و… بنحوی ستارگان)؛ بجز اجرام و سیارات داخلی روی می‌دهد. به‌طور تقریبی مقابله برای سیارات بیرونی سالانه، برای مریخ هر دو سال، برای کره ماه دقیقاً هر ماه قمری (در نیمه ماه) و برای ستارگان دقیقاً هر سال نجومی یکبار روی می‌دهد.
در حالت مقابله، کره ماه چون در برابر خورشید است و زمین در میانه آندو، ماه بیشترین درخشندگی (بدر) دارد و گاه سایه زمین بر ماه می‌نشیند (ماه‌گرفتگی).
زمانی که از نظر ناظر زمینی، مریخ در مقابله قرار دارد از نظر ناظر مریخی در همان زمان زمین در مقارنه داخلی با خورشید قرار خواهد داشت.
مقابله سیارات و ماه در حالت کشیدگی نجومی (۱۸۰ درجه) نسبت به خورشید بوده و دقیقاً نقطه مقابل خورشید قرار می‌گیرد.
مقابله یک ستاره هنگامی است که در یک لحظه، دقیقاً هر یک سال نجومی از جهت مختصات طولی (بعد نجومی) به‌طور کامل در نقطه مقابل خورشید قرار می‌گیرد. آنگاه در نزدیکترین شب به لحظه مقابله، بهترین موقعیت رصدی (از جهت روشنایی و احیاناً بیشترین زمان رویت‌پذیری در شب) را خواهد داشت.

## جدول مقابله سیارات
جدول مقابلهٔ سیارات («تناوب مداری»، زمان حرکت انتقالی سیاره است و «تناوب هلالی»، مدت زمان بین دو مقابله یا مقارنه یا استهلال سیاره است)
| سیاره   | تناوب مداری   | تناوب هلالی (مقابله‌ای) | مقابله قبلی                  | مقابله بعدی     | ملاحظات |
| ------- | ------------- | ---------------------- | ---------------------------- | --------------- | ------- |
| ماه     | ۲۷٫۳۲۱۶۶۱ روز | ۲۹٫۵۳۰۵۸۹ روز          | نیمهٔ شعبان ۱۴۴۶              | نیمهٔ رمضان ۱۴۴۶ |         |
| عطارد   | ۰٫۲۴۱ سال     | ۰٫۳۱۷ سال (۱۱۵٫۸۸ روز) |                              |                 |         |
| زهره    | ۰٫۶۱۵ سال     | ۱٫۵۹۹ سال (۵۸۳٫۹۲ روز) |                              |                 |         |
| مریخ    | ۱٫۸۸۱ سال     | ۲٫۱۳۵ سال (۷۷۹٫۹۶ روز) | ۱۷ آذر ۱۴۰۱ (۸ دسامبر ۲۰۲۲)  | ۲۷ دی ۱۴۰۳*     |         |
| سرس     | ۴٫۶۱ سال      | ۱٫۲۷۸ سال (۴۶۶٫۶ روز)  | ۵ مهر ۱۴۰۲*                  | ۱۵ تیر ۱۴۰۳*    |         |
| مشتری   | ۱۱٫۸۶۲ سال    | ۱٫۰۹۲ سال (۳۹۸٫۸۸ روز) | ۴ مهر ۱۴۰۱ (۲۶ سپتامبر ۲۰۲۲) | ۱۲ آبان ۱۴۰۲*   |         |
| زحل     | ۲۹٫۴۵۷ سال    | ۱٫۰۳۵ سال (۳۷۸٫۰۹ روز) | ۵ شهریور ۱۴۰۲*               | ۱۴ شهریور ۱۴۰۳* |         |
| اورانوس | ۸۴٫۰۱۲ سال    | ۱٫۰۱۲ سال (۳۶۹٫۶۶ روز) | ۱۷ آبان ۱۴۰۱*                | ۲۲ آبان ۱۴۰۲*   |         |
| نپتون   | ۱۶۴٫۷۸۲ سال   | ۱٫۰۰۶ سال (۳۶۷٫۴۹ روز) | ۲۸ شهریور ۱۴۰۲*              | ۳۱ شهریور ۱۴۰۳* |         |
| پلوتون  | ۲۴۸٫۸۲۵ سال   | ۱٫۰۰۴ سال (۳۶۶٬۷۳ روز) | ۳۰ تیر ۱۴۰۲*                 | ۲ مرداد ۱۴۰۳*   |         |

* تاریخها از نرم‌افزار نجومی (Stellarium) استخراج شده‌است.